# Tronco (Portugal)
Tronco es una freguesia portuguesa del concelho de Chaves, con 8,69 km² de superficie y 326 habitantes (2001). Su densidad de población es de 37,5 hab/km².